# Gina Gogean
Gina Elena Gogean (Câmpuri, 1977. szeptember 9. –) többszörös világ- és Európa-bajnok, olimpiai ezüst- és bronzérmes román tornász. 2013-ban került be az International Gymnastics Hall of Fame-be.

## Életpályája
A források szerint 1977-ben született, ám a nemzetközi médiában megjelent a hír, hogy az ő esetében is meghamisították születési évét, annak érdekében, hogy részt vehessen az 1992-es barcelonai olimpián.
A Foksányi Tornaklubban kezdett tornázni Tatiana és Sergiu Popa edzőkkel, a válogatottban pedig Octavian Bellu, Maria Bitang, Nicolae Forminte és Toma Ponoran voltak az edzői.
A nemzetközi porondon juniorként 1991-ben, Jokohamában debütált, ahol talajon aranyérmet szerzett.
Karrierje során kétszer szerepelt az olimpiai játékokon, hatszor világbajnokságon és háromszor Európa-bajnokságon, összesen 30 érmet szerezve, amiből 14 arany.
Első Európa-bajnoki címét 1992-ben Nantes-ban szerezte talajon, 1994-ben Stockholmban már három aranyérmet nyert (csapatban, egyéni összetettben és gerendán), 1996-ban Birminghamben a csapattal lett aranyérmes.
Világbajnokságon először 1993-ban Birminghamben szerepelt, de csak a következő évi dortmundin sikerült bajnoki címet szereznie a csapattal, ugyanabban az évben Brisbane-ben ugrásban lett aranyérmes. Két-két világbajnoki címet szerzett 1995-ben Szabae-ben (talaj, csapat), illetve 1996-ban San Juanban (ugrás, talaj). Utolsó világbajnokságán, 1997-ben Lausanne-ban háromszoros aranyérmes lett gerendán, talajon és a csapattal.
Olimpiai bajnoki címet nem sikerült szereznie, de az 1992-es barcelonai olimpián a csapattal lett ezüstérmes, az 1996-os atlantain pedig egyéni összetettben lett ezüst- és ugrásban, gerendán, illetve a csapattal bronzérmes.
Utolsó hivatalos versenyén, az 1998-as Szabae-i világkupán ugrásban második, gerendán pedig harmadik helyezést ért el.

### Visszavonulása után
1998-ban történt visszavonulása után edzőként a Foksányi Tornaklubnál (CSS de Gimnastică Focșani) és a Dévai Sportkollégiumban (Colegiul Național Sportiv „Cetate“ din Deva), valamint bíróként is tevékenykedett.
Románia több egyetemén is tanított, jelenleg (2017) a Gyulafehérvári „1 Decembrie 1918“ Egyetem Testnevelés tanszékének docense. Számos sport – elsősorban torna – témájú (tan)könyv szerzője, társszerzője.
2009-ben a Pitești-i Egyetem testnevelés és sport tanszékén védte meg egyetemi doktori disszertációját.
2006-ban kötött házasságot Cristian Groza üzletemberrel.

## Díjak, kitüntetések
Megkapta a Kiváló Sportoló címet.
Szülővárosa, Foksány 1993-ban díszpolgárává avatta.
1994-ben Románia legértékesebb sportolójának nyilvánították.
A Román Sportsajtószövetség (Asociaţia Presei Sportive din România) 1995-ben az Év Sportolójává választotta.
2000-ben a Nemzeti Kereszt Hűséges Szolgálat érdemrendet (Crucea naţionala Serviciul Credincios) vehette át.
2004 áprilisában a Sport Érdemrend II. osztályával, decemberében pedig a Sport Érdemrend I. osztályával tüntették ki.
2013-ban került be az International Gymnastics Hall of Fame-be.